# 腐男子高校生活

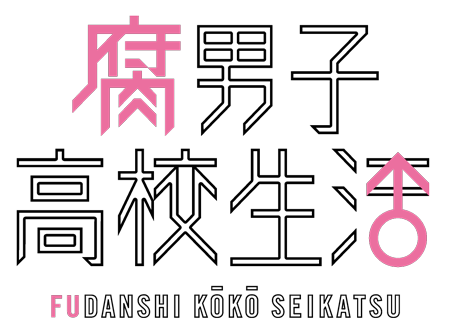
腐男子高校生活的标志

《腐男子高校生活》是由以四格漫畫形式創作的日本漫畫，2015年5月1日至2018年9月7日期間於一迅社旗下漫畫網站「Zero-Sum Online」上連載。

## 外部連結
- 電視動畫官方網站（日語）
- 「腐男子高校生活」電視動畫的X（前Twitter）（日語）